# Copa Mundial de Hockey Masculino de 1998
La IX Copa Mundial de Hockey Masculino se celebró en Utrecht (Países Bajos) entre el 21 de mayo y el 1 de junio de 1998 bajo la organización de la Federación Internacional de Hockey (FIH) y la Real Federación Neerlandesa de Hockey.
Los partidos se efectuaron en el Estadio Galgenwaard de la ciudad neerlandesa. Participaron en total 12 selecciones nacionales divididas en 2 grupos.

## Grupos
| Grupo A       | Grupo B    |
| ------------- | ---------- |
| Países Bajos  | España     |
| Corea del Sur | Inglaterra |
| India         | Malasia    |
| Alemania      | Australia  |
| Canadá        | Pakistán   |
| Nueva Zelanda | Polonia    |

## Primera fase
Los primeros dos de cada grupo disputan las semifinales. 

### Grupo A
| Equipo        | J | G | E | P | GF | GC | DG  | PTS |
| ------------- | - | - | - | - | -- | -- | --- | --- |
| Alemania      | 5 | 4 | 1 | 0 | 18 | 7  | +11 | 13  |
| Países Bajos  | 5 | 4 | 0 | 1 | 17 | 10 | +7  | 12  |
| Canadá        | 5 | 1 | 3 | 1 | 13 | 12 | +1  | 6   |
| Corea del Sur | 5 | 1 | 1 | 3 | 9  | 13 | -4  | 4   |
| Nueva Zelanda | 5 | 1 | 1 | 3 | 8  | 12 | -4  | 4   |
| India         | 5 | 1 | 0 | 4 | 6  | 17 | -11 | 3   |

- Resultados

| Fecha | Partido       | Partido | Partido       | Resultado |
| ----- | ------------- | ------- | ------------- | --------- |
| 21.05 | Corea del Sur | -       | Nueva Zelanda | 1-3       |
| 21.05 | Alemania      | -       | India         | 4-1       |
| 21.05 | Países Bajos  | -       | Canadá        | 3-1       |
| 22.05 | Canadá        | -       | Corea del Sur | 1-1       |
| 22.05 | Alemania      | -       | Nueva Zelanda | 3-0       |
| 22.05 | Países Bajos  | -       | India         | 5-0       |
| 24.05 | Nueva Zelanda | -       | Canadá        | 3-3       |
| 24.05 | Corea del Sur | -       | India         | 4-3       |
| 24.05 | Países Bajos  | -       | Alemania      | 1-5       |
| 26.05 | Canadá        | -       | Alemania      | 4-4       |
| 26.05 | India         | -       | Nueva Zelanda | 1-0       |
| 26.05 | Países Bajos  | -       | Corea del Sur | 4-2       |
| 28.05 | India         | -       | Canadá        | 1-4       |
| 28.05 | Alemania      | -       | Corea del Sur | 2-1       |
| 28.05 | Países Bajos  | -       | Nueva Zelanda | 4-2       |

### Grupo B
| Equipo     | J | G | E | P | GF | GC | DG  | PTS |
| ---------- | - | - | - | - | -- | -- | --- | --- |
| Australia  | 5 | 4 | 1 | 0 | 24 | 3  | +21 | 13  |
| España     | 5 | 4 | 1 | 0 | 14 | 4  | +10 | 13  |
| Pakistán   | 5 | 3 | 0 | 2 | 19 | 13 | +6  | 9   |
| Inglaterra | 5 | 2 | 0 | 3 | 14 | 16 | -2  | 6   |
| Polonia    | 5 | 0 | 1 | 4 | 4  | 21 | -17 | 1   |
| Malasia    | 5 | 0 | 1 | 4 | 4  | 22 | -18 | 1   |

- Resultados

| Fecha | Partido    | Partido | Partido    | Resultado |
| ----- | ---------- | ------- | ---------- | --------- |
| 21.05 | Australia  | -       | Polonia    | 8-0       |
| 21.05 | Pakistán   | -       | Malasia    | 7-2       |
| 21.05 | España     | -       | Inglaterra | 3-1       |
| 23.05 | Polonia    | -       | Malasia    | 1-1       |
| 23.05 | Australia  | -       | España     | 2-2       |
| 23.05 | Pakistán   | -       | Inglaterra | 7-5       |
| 25.05 | España     | -       | Pakistán   | 2-1       |
| 25.05 | Inglaterra | -       | Polonia    | 5-2       |
| 25.05 | Australia  | -       | Malasia    | 8-0       |
| 27.05 | España     | -       | Malasia    | 3-0       |
| 27.05 | Pakistán   | -       | Polonia    | 3-1       |
| 27.05 | Australia  | -       | Inglaterra | 3-0       |
| 28.05 | Australia  | -       | Pakistán   | 3-1       |
| 28.05 | España     | -       | Polonia    | 4-0       |
| 28.05 | Inglaterra | -       | Malasia    | 3-1       |

## Fase final

### Partidos de posición
- Puestos 9.º a 12.º

| Fecha | Partido       | Partido | Partido | Resultado |
| ----- | ------------- | ------- | ------- | --------- |
| 30.05 | Nueva Zelanda | -       | Malasia | 3-2       |
| 30.05 | Polonia       | -       | India   | 2-6       |

- Puestos 5.º a 8.º

| Fecha | Partido  | Partido | Partido       | Resultado |
| ----- | -------- | ------- | ------------- | --------- |
| 30.05 | Canadá   | -       | Inglaterra    | 1-2       |
| 30.05 | Pakistán | -       | Corea del Sur | 3-1       |

- Undécimo puesto

| Fecha | Partido | Partido | Partido | Resultado |
| ----- | ------- | ------- | ------- | --------- |
| 31.05 | Malasia | -       | Polonia | 5-4       |

- Noveno puesto

| Fecha | Partido       | Partido | Partido | Resultado |
| ----- | ------------- | ------- | ------- | --------- |
| 01.06 | Nueva Zelanda | -       | India   | 0-1       |

- Séptimo puesto

| Fecha | Partido | Partido | Partido       | Resultado |
| ----- | ------- | ------- | ------------- | --------- |
| 01.06 | Canadá  | -       | Corea del Sur | 2-4       |

- Quinto puesto

| Fecha | Partido    | Partido | Partido  | Resultado |
| ----- | ---------- | ------- | -------- | --------- |
| 01.06 | Inglaterra | -       | Pakistán | 2-4       |

### Semifinales
| Fecha | Partido      | Partido | Partido   | Resultado |
| ----- | ------------ | ------- | --------- | --------- |
| 30.05 | Países Bajos | -       | Australia | 6-2       |
| 30.05 | España       | -       | Alemania  | 3-0       |

### Tercer puesto
| Fecha | Partido   | Partido | Partido  | Resultado |
| ----- | --------- | ------- | -------- | --------- |
| 01.06 | Australia | -       | Alemania | 0-1       |

### Final
| Fecha | Partido      | Partido | Partido | Resultado |
| ----- | ------------ | ------- | ------- | --------- |
| 01.06 | Países Bajos | -       | España  | 3-2       |

## Medallero
|              |        |          |
| Países Bajos | España | Alemania |

## Estadísticas

### Clasificación general
| 1. Países Bajos   |
| 2. España         |
| 3. Alemania       |
| 4. Australia      |
| 5. Pakistán       |
| 6. Inglaterra     |
| 7. Corea del Sur  |
| 8. Canadá         |
| 9. India          |
| 10. Nueva Zelanda |
| 11. Malasia       |
| 12. Polonia       |

### Máximos goleadores
| Puesto | Nombre        | País         | Goles |
| ------ | ------------- | ------------ | ----- |
| 1      | Jay Stacy     | Australia    | 12    |
| 2      | Bram Lomans   | Países Bajos | 9     |
| 3      | Kamran Ashraf | Pakistán     | 7     |